# Kőműves

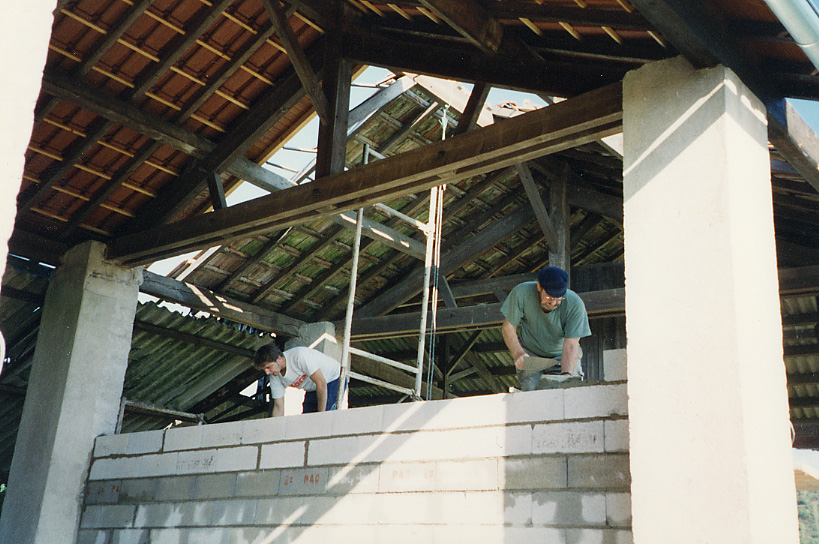
Kőművesek munka közben

A kőműves építőipari tevékenységet végző munkás vagy kisiparos. A kőművesség egy nagy múltra visszatekintő foglalkozás.

## Főbb feladatai
- Épületeket és épületrészeket létesít, épületek, építmények alapozási, falazási, zsaluzási, vasszerelési, betonozási, vakolási, homlokzatalakítási, hideg-meleg burkolási, víz-, hő-, és hangszigetelési illetve bontási, javítási, karbantartási és felújítási munkálatait végzi.[1]
- A kőműves épületek falszerkezeteit és falidomait, válaszfalakat, beton és vasbeton szerkezeteket, kéményeket, szellőzőket és csatornákat épít, vagy javít. Épületeket falaz és vakol, elhelyezi a nyílászárókat, kialakítja a homlokzatot.

Szerszámok:
- kőműveskanál (külső-belső sarokkanál, sarkos mennyezetkanál, hegyes betonsimító kanál, szívkanál, íves kanál olasz, fugázókanál, csepp simítókanál, gipszelőkanál,)
- kőműves serpenyő (fángli)
- vízmérték
- csöves vízmérték
- colostok (csuklós mérőeszköz)
- mérőszalag
- ácsceruza
- kézi simító (hobli) fa és műanyag 
- kartecsni fa és műanyag
- lehúzóléc H vagy ék alakú libellás vagy libella nélküli alu 
- vakolatgyalu fém vagy fa (szegelve) 
- kitűző zsinór
- kicsapó zsinór
- kitűző karó
- függő ón (vas inkább)
- feszítővas
- nemes vakolat simító
- Styropor csiszoló 
- fogas és sima glettvas
- talicska
- gereblye
- lapát
- ásó
- habarcskeverő kanál
- ejtőtartályos keverőgép
- kétkezes habarcskeverőgép
- habarcsláda
- habarcsrosta
- betonsimító kanál (pingvin)
- habarcs vödör
- véső (kézi, gépi)
- kézifűrész (keretes, ytong, róka, szúró)
- Sniccer
- harapófogó
- kőműves kalapács
- balta vagy szekerce
- kinyomópisztoly (purhabhoz)
- habarcsterítő kocsi
- nivelláló készlet
- lézer szintező műszer
(BI.2024)

## A szó eredete
A kőfaragó mesterséget a magyar nyelvben eredetileg a kőműves szó jelölte, később e szó  jelentése a falrakó munkákat végző mesterségre szűkült.

## Feladatai
- az épület alapjának elkészítése (vasalatkészítés és betonozás);
- falak felhúzása téglából, természetes kövekből, betonból, beton készelemekből vagy más építőanyagból;
- falak ellátása ablakok, ajtók, csövek elhelyezésére szolgáló nyílásokkal (balkonok, ajtó- és ablakbeboltozások);
- boltívek és boltozatok falazása, kémények, füstcsövek, födémek, lépcsők, párkányok, belső és külső falak megépítése;
- betonáthidalók elhelyezése és befalazása az ablakoknál, ajtóknál és egyéb nyílásoknál;
- beton- vagy vasbetonlépcsők beépítése (előregyártott lépcsők alkalmazása);
- épületek és épületrészek nedvesség elleni szigetelése;
- szerkezetek hagyományos zsaluzatának elkészítése, ellenőrzése, bontása;
- habarcs vagy beton keverése kézzel vagy géppel;
- vakoló munka végzése, kézi és gépi vakolás, azaz vakolat kivitelezése;
- egyszerű falazó és vakoló állvány felállítása, ellenőrzése, bontása;
- szerkezetek vasszerelési munkái;
- a falazat javítási munkálatainak lebonyolítása, át- és kiépítése.[3]

## Jellemző munkakörök
- Betonozó
- Beton-összeillesztő kőműves
- Díszítő kőműves
- Építményvakoló kőműves
- Épület-, építményzsaluzat-szerelő
- Épületfalazó kőműves
- Falazó kőműves
- Födémgerenda-, tálca- és béléstest-elhelyező
- Gázkéménykészítő
- Gépi vakoló
- Gyárkéményépítő kőműves
- Karbantartó kőműves
- Kazán- és kemenceépítő kőműves
- Kéményépítő kőműves
- Klinkertéglalerakó
- Szegély betongerenda-zsaluzatát beállító
- Tűzállófalazat-készítő kőműves
- Vakoló kőműves.[3]